# Боццетто, Бруно
Бруно Боццетто (итал. Bruno Bozzetto; род. 3 марта 1938 года в Милане, Италия) — итальянский художник-мультипликатор, карикатурист и режиссёр.
Автор нескольких мультипликационных художественных и многочисленных короткометражных фильмов, главный герой многих из которых, мистер Росси, символ среднестатистического итальянца, который борется с халатностью своей собственной компании.

## Биография и карьера

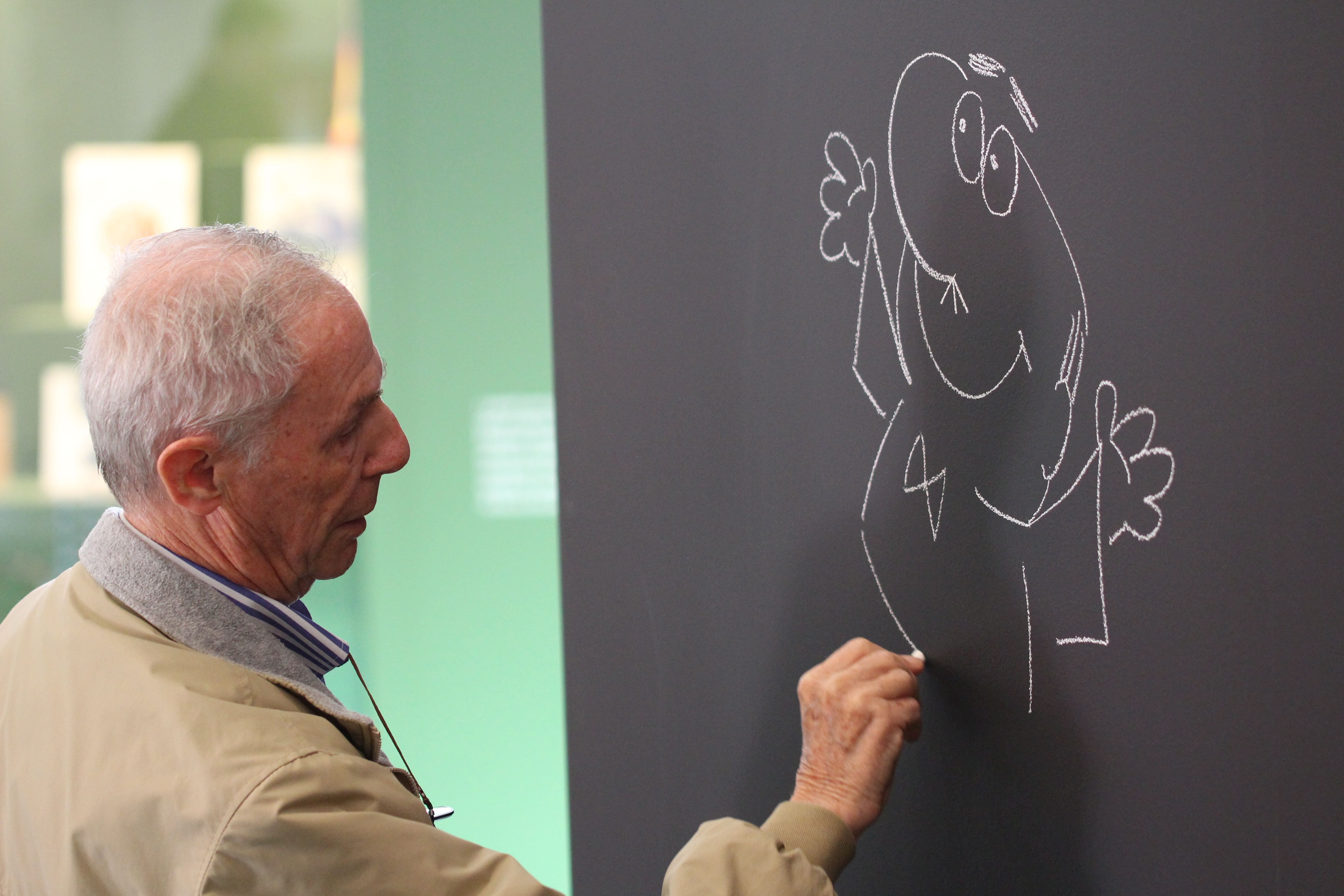
Бруно Боццето на Миланской триеннале, 2017

Родился 3 марта 1938 года в Милане, сын Умберто Боццетто, предпринимателя и конструктора фототехники.
Именно с помощью своего отца (после создания первого короткометражного фильма «Дональд Дак», гротескной и оруэлловской версии персонажа Диснея со своими одноклассниками, в возрасте 15 лет) и с помощью самодельной техники, будучи молодым студентом университета, он снял два первых фильма о мире насекомых: Маленький мир друга (1955) и До травинки (1957).
Однако, его первый «настоящий» фильм — Тапум! История оружия (1958), был показан на Каннском кинофестивале и привлёк внимание канадского мультипликатора Нормана МакЛарена и британского продюсера Джона Халаса, с которым молодой художник в дальнейшем будет сотрудничать.

### Студия Bruno Bozzetto Film
В 1960 году Боццетто основал в Милане студию мультипликации Bruno Bozzetto Film. Она проработала до 2000 года, при участии таких авторов и художников, как Гвидо Манули, Джузеппе Лагана, Джованни Мулаццани, Вальтер Каваццути, Джанкарло Середа и Маурицио Никетти.
В основе этой частной продюсерской компании лежит создание персонажа, который привёл Боццетто к успеху: это синьор Росси, который воплощает в себе обычного итальянского гражданина средних лет, главный герой длинной серии короткометражных фильмов и семи художественных фильмов. Первый короткометражный фильм 1960 года называется «Оскар для синьора Росси». Первый полнометражный фильм — Синьор Росси ищет счастье.
В 1965 году он снял полнометражный фильм «Запад и Сода», в 1968 году мультипликационный фильм «ВИП — мой брат Супермен», а в 1976 году — «Не слишком весело», своеобразный ответ на фильм «Фантазия» Уолта Диснея. В эти же годы были сняты рекламные фильмы для телевизионной программы Карусель.
В семидесятых годах Боццетто создал несколько цветных полос, посвященных новым приключениям Синьора Росси (синьор Росси и женщины), а также фильма «ВИП — мой брат Супермен» и «Запад и Содовая» были опубликованны в «Il Corriere dei Piccoli». Он публикует комиксы Тысяча маленьких придурков, Мерзкие лыжники и Фотолюбитель Вентун Дин.
Затем он полностью посвящает себя созданию короткометражных фильмов. В те годы он произвел на свет: «Опиум для опиума», «Кабина» и серии «Сэндвича». В конце восьмидесятых годов был создан первый художественный фильм, «Под китайский рестораном» (1987), с Нэнси Брилли, Амандой Сандрелли и Бернардом Блиером.
Среди  короткометражных фильмов: Мистер Тао, обладатель премии Золотого медведя на Берлинском фестивале в 1990 году и Кузнечики 1991 года. В 1990 году он также получает номинацию на премию Оскар.
Боццетто, также, работал в области научной популяризации, создав вместе с Пьеро Анжелой около 100 видеороликов, включенных в телевизионную рубрику Кварк (1981—1988 годы). В 1995 году Студия участвовала в проекте «Какой мультфильм!» компании Ханна-Барбера, производя для американского вещания короткометражноый фильм «Помогите!».
С конца девяностых годов Боццетто занимается созданием компьютерной мультипликации с использованием Adobe Flash. С помощью этой техники он выпустил пятнадцать короткометражных фильмов, в том числе: «Да и нет», «История мира для тех, кто спешит», «Бить или не бить», «Адам», «Лайф», «Нейро», «Олимпиада и Отто в 17-м». Наиболее известным из них является, скорее всего, Европа и Италия, который описывает некоторые стереотипы итальянского общества в простой и саркастической форме.
В 2000 году Bruno Bozzetto Film закрывает свои двери и рождается студия Bozzetto & Co.
Бруно Боццетто является создателем сериала «Семья спагетти», созданного RAI (2003) и реализуется группой The Animation Band под руководством Джузеппе Лагана.
С 2000 года он сотрудничал с провинцией Бергамо для производства образовательных короткометражных фильмов, таких как «Оружие на дороге» (2008), короткометражный фильм на тему дорожно-транспортных происшествий. Он также создал серию Бруно Великолепный , выпущенный Disney Channel.

## Слава и награды
В 2007 году Университет Бергамо присудил Бруно Боццетто почетную степень по специальности «Теория, техника и управление искусством и развлечениями». Год спустя автор получает награду De Sica за свою карьеру.
9 ноября 2013 года в итальянской коммуне Куинто Верчеллезе (Quinto Vercellese), совместно с люксембургским поэтом, Ламберто Шлехтер, Боццетто получил Международную премию гражданской поэзии города Верчелли — Бессонное око. Боццетто является первым режиссёром, получившим эту награду, обычно посвященную поэтам и писателям печатной бумаги, благодаря "поэзии и темам высокой гражданской, пацифистской и экологической приверженности, которыми пропитаны его работы по мультипликации, что вывело Италию на международный уровень.
С 21 ноября 2013 года по 7 апреля 2014 года Семейный Музей Уолта Диснея в Сан-Франциско вручает ему награду за его работу в области анимации, посвящая ему ретроспективную выставку под названием «Анимация, маэстро!».
27 ноября в 2014 году, на 32-м туринском кинофестивале, он получил награду Марии Адрианы Проло за карьеру 2014 года, премию Ассоциации Национального музея кино (AMNC).
В 2016 году Марко Бонфанти снял документальный фильм о жизни Бруно Боццетто, под названием Боццетто не слишком много, который был представлен на 73-м Международном кинофестивале в Венеции. В последующем издании домашнего видеофильма, отредактированного в 2018 году, есть также неопубликованный короткометражный фильм Бонфанти, под названием «Бруно и газеты», в котором Боццетто рассказывает историю всей своей карьеры, читая некоторые периодические издания.
18 ноября 2017 года канал La1, ведущая сеть швейцарского национального телевидения (RSI), транслирует «фантастическую» версию синьора Росси, в исполнении комика Пьетро Гисланди.

## Фильмография

### Художественные фильмы
- Запад и Содовая (1965)
- ВИП — мой брат Супермен
- Синьор Росси ищет счастье (1976)
- Allegro non troppo (Не слишком весело) (1976)
- Мечты Синьора Росси (1977)
- Праздники синьора Росси (1978)
- Под китайский рестораном (1987)

### Короткометражные фильмы
- Тапум! История оружия (1958)
- Оскар для синьора Росси (1960)
- Альфа Омега (1961)
- Мистер Росси катается на лыжах (1963)
- Два замка (1963)
- Синьор Росси на море (1964)
- Синьор Росси покупает машину (1966)
- Жизнь в коробке (1967)
- Эго (1969)
- Синьор Росси в кемпинге (1970)
- Соленья (1971)
- Синьор Росси на фото-сафари (1971)
- Опиум для опиума (1972)
- Опера (1973)
- Кабина (1973)
- Самообслуживание (1974)
- Мистер Росси в Венеции (1974)
- Стриптиз (1977)
- Детская история (История ребёнка) (1978)
- Теннисный клуб (1982)
- Моа Моа (1984)
- Зигмунд (1984)
- Букашка (1987)
- Мистертао (1988)
- Большой взрыв (1990)
- Кузнечики (1990)
- Танцы (1991)
- Падение (1994)
- Помощь? (1995)
- Европа и Италия (1998)
- Тони и Мария (1999)
- И так! (2000)[6]
- Да и нет (2001)
- История мира для тех, кто спешит (2001)
- Адам (2002)
- Жизнь (2003)
- Женский и мужской (2004)
- Нейро (2004)
- Луууу (2005)
- Уличное оружие (2008)
- Рапсодей (2013)

## Книги
- Синьор Росси и женщины, Милан, Сперлинг и Купфер, 1970./Il signor Rossi e le donne, Milano, Sperling & Kupfer, 1970.
- Да здравствуют отвратительные лыжники, Милан, Сперлинг и Купфер, 1970./Viva gli abominevoli sciatori, Milano, Sperling & Kupfer, 1970.
- Тысяча маленьких кретинов, Милан, Сперлинг и Купфер, 1971./Mille piccoli cretini, Milano, Sperling & Kupfer, 1971.
- Приключения Вентун Дина, фотолюбитель, Милан, Замок, 1972./Le avventure di Ventun Din, fotoamatore, Milano, Il castello, 1972.
- Мечты синьора Росси, Милан, Фаббри, 1977./I sogni del signor Rossi, Milano, Fabbri, 1977.
- Приключения синьора Росси, Милан, Фаббри, 1978./Le avventure del sig. Rossi, Milano, Fabbri, 1978.
- Рисунки Эрика Дж. Шейсона, Относительность, Милан, Фаббри, 1983./Disegni in Eric J. Chaisson, La relatività, Milano, Fabbri, 1983.
- Книга прав детей, с Пьеро Бадалони, Турин, Edizioni Gruppo Abele, 1987. ISBN 88-7670-099-4./Il libro dei diritti dei bambini, con Piero Badaloni, Torino, Edizioni Gruppo Abele, 1987. ISBN 88-7670-099-4.
- Мы и страх, с Пьеро Анджела, Милан, Garzanti, 1987. ISBN 88-11-48020-5.
- Мы и гнев, с Пьеро Анджела, Милан, Гарзанти, 1987. ISBN 88-11-48021-3./Noi e la gelosia, con Piero Angela, Milano, Garzanti, 1987. ISBN 88-11-48022-1.
- Мы и ревность, с Пьеро Анжела, Милан, Гарзанти, 1987. ISBN 88-11-48022-1./Noi e la gelosia, con Piero Angela, Milano, Garzanti, 1987. ISBN 88-11-48022-1.
- Рисунки в правах ребёнка. Образовательные размышления и образовательные предложения, Рим, Аничиа, 1990./Disegni in I diritti del bambino. Riflessioni educative e proposte didattiche, Roma, Anicia, 1990.
- Мир качества. Мы учимся улучшать компанию с помощью комиксов Бруно Боццетто, Милан, Книги Солнце 24 часа, 1995. ISBN 88-7187-604-0./Un mondo di qualità. Impariamo a migliorare l’impresa con i fumetti di Bruno Bozzetto, Milano, Il sole 24 ore libri, 1995. ISBN 88-7187-604-0.
- Страна умных, Бергамо, Графика и искусство, 1996. ISBN 88-7201-178-7./Il paese dei furbi, Bergamo, Grafica & arte, 1996. ISBN 88-7201-178-7.
- Рисунки Эрики Леонарди, Понимание качества. ISO 9000: все, что вам нужно знать, чтобы с выгодой применять новые правила, с CD-ROM, Милан, Книги Солнце 24 часа, 2000. ISBN 88-8363-199-4./Disegni in Erika Leonardi, Capire la qualità. ISO 9000: tutto quello che occorre sapere per applicare con profitto le nuove norme, con CD-ROM, Milano, Il Sole 24 ore, 2000. ISBN 88-8363-199-4.
- Иллюстрации у Эрики Леонарди, Компания в джазе. Правила и импровизация, эмоции и техника: как жить и работать ритмично, с DVD-ROM, Милан, Солнце 24, 2003, ISBN 88-8363-537-X; 2008. ISBN 978-88-8363-911-1; 2012. ISBN 978-88-6345-396-6./Illustrazioni in Erika Leonardi, Azienda in jazz. Regole e improvvisazione, emozione e tecnica: come vivere il lavoro con ritmo, con DVD-ROM, Milano, Il Sole 24 ore, 2003. ISBN 88-8363-537-X; 2008. ISBN 978-88-8363-911-1; 2012. ISBN 978-88-6345-396-6.
- Я — доктор, ты — пациент. Приколы чередуются с 12 великолепными рисунками Бруно Боццетто. Рассказы чередуются с «необычными» рисунками Джанфранко Панвини, Модена, Comix, 2003. ISBN 88-8290-585-3./Io medico, tu mutuato. Gags intercalate da 12 splendidi disegni di Bruno Bozzetto. Racconti intercalati da «precari» disegni di Gianfranco Panvini, Modena, Comix, 2003. ISBN 88-8290-585-3.
- Бруно Боццетто, Турин, Пеннино, 2005./Bruno Bozzetto, Torino, Il Pennino, 2005.
- Рисунки в Furio Honsell, Алгоритм парковки, Милан, Mondadori, 2007. ISBN 978-88-04-56725-7./Disegni in Furio Honsell, L’algoritmo del parcheggio, Milano, Mondadori, 2007. ISBN 978-88-04-56725-7.
- Иллюстрации с Джузеппе Новелло в Альберто Анджела, Музеи (и выставки) в человеческом масштабе. Как общаться через объекты, Рим, Армандо, 2008. ISBN 978-88-6081-398-5./Illustrazioni con Giuseppe Novello in Alberto Angela, Musei (e mostre) a misura d’uomo. Come comunicare attraverso gli oggetti, Roma, Armando, 2008. ISBN 978-88-6081-398-5.
- Рисунки у Пьеро Анжелы и Лоренцо Пинна, Почему у нас должно быть больше детей. Немыслимые последствия резкого падения рождаемости, Милан, Mondadori, 2008. ISBN 978-88-04-58094-2./Disegni in Piero Angela e Lorenzo Pinna, Perché dobbiamo fare più figli. Le impensabili conseguenze del crollo delle nascite, Milano, Mondadori, 2008. ISBN 978-88-04-58094-2.
- Презентация Марио Джаннуччи, Умереть со смеху, Бергамо, Графика и искусство, 2011. ISBN 978-88-7201-300-7./Presentazione di Mario Jannucci, Morir dal ridere, Bergamo, Grafica & arte, 2011. ISBN 978-88-7201-300-7.
- Истории о минимире, с Анной Бандеттини, с DVD, Рим, Галлуччи, 2011. ISBN 978-88-6145-193-3./Storie del minimondo, con Anna Bandettini, con DVD, Roma, Gallucci, 2011. ISBN 978-88-6145-193-3.

## Награды

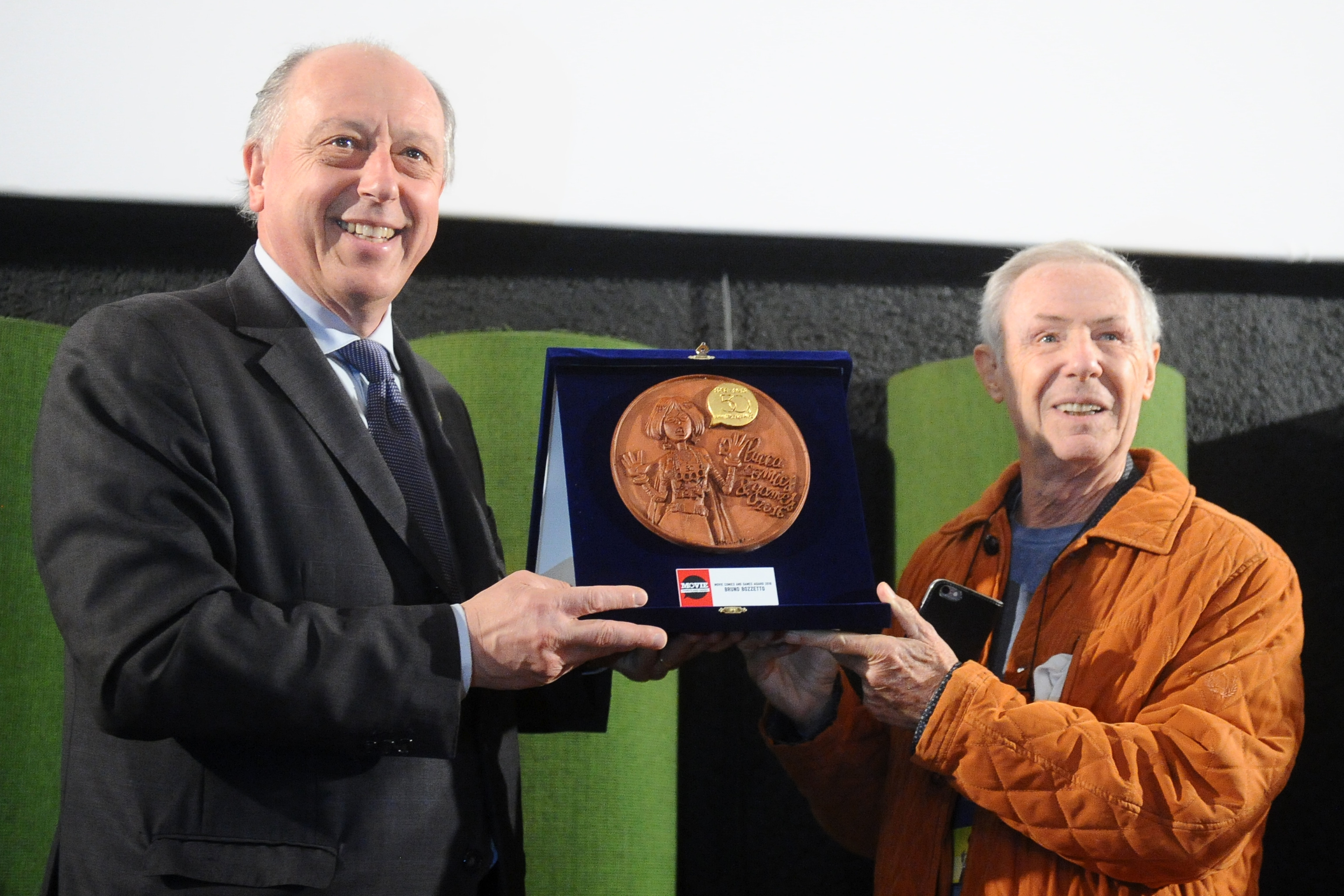
Мэр Лукки, Алессандро Тамбеллини, вручает награду «Кинокомиксы и игры» Бруно Боццетто в 2016 году во время выставки Lucca Comics & Games

- 1964 — Мельбурн — Серебряный бумеранг «Два замка» (Silver Boomerang " I due Castelli ")
- 1964 — Милан — Золото Амброджино «Синьор Росси на море» (Ambrogino d’oro " Signor Rossi al mare ")
- 1964 — Прага — Poctu Kino Praha к производству
- 1967 — Монреаль — Серебряная медаль «Человек и его мир» (Medaglia d’argento «L’uomo e il suo mondo»)
- 1967 — Барселона — Трофей Красивая Магиарге «Мистер Росси покупает машину» (Trofeo Bella Magiargé " Il signor Rossi compra l’automobile ")
- 1968—1968 — Канны — Первая премия «Мистер Росси покупает машину» (Primo Premio « Il signor Rossi compra l’automobile»)
- 1970 — Венеция — Серебряная Лента «Эго»/ (Silver Nastro d’argento «Ego»)
- 1972 — Барселона — Золотая медаль «Соленья» (Medaglia d’oro «Sottaceti»)
- 1972 — Нью-Йорк — Серебряный праксиоскоп «Соленья» (Praxinoscopio d’argento «Sottaceti»)
- 1973 — Тампере — Лучший анимационный фильм «Мистер Росси на сафари» (Miglior film animato «Il signor Rossi al Safari»)
- 1974 — Чикаго — Первая премия «Опера» (Primo Premio «Opera»)
- 1975 — Барселона — Золотая медаль «Соленья» (Medaglia d’oro «Sottaceti»)
- 1983 — Будапешт — Первая премия и Будапештская городская премия «Сэндвич» (Primo Premio e Premio della città di Budapest «Sandwich»)
- 1990 — Берлин — Золотой Медведь за лучший короткометражный фильм «Мистер Тао» (Orso d’oro per il miglior cortometraggio «Mister Tao»)
- 1991 — Голливуд — номинация на Оскар "Кузнечики " (Nomination all’Oscar «Cavallette»)
- 1991 — Форте дей Марми — XIX премия за политическую сатиру — 1991 премия Пино Зак за его карьеру (XIX Premio per la satira politica — Premio Pino Zac 1991 alla carriera)
- 1991 — Фрайбург — Окомедия 91 — Специальная награда Министерства окружающей среды «Большой взрыв» (Okomedia 91 — Premio speciale del Ministero per l’ambiente «Big Bang»)
- 1992 — Шанхай (Китай) — Специальный приз «Кузнечики»
- 1999 — Монтекатини — 50-я международная выставка короткометражных фильмов «Кинофильм 99» — премия «Золотая цапля»./(50ª mostra internazionale di cortometraggi «Film Video 99» -Premio «Airone d’Oro» alla carriera)
- 2001 — 2-й Международный фестиваль анимации в Тегеране, специальный приз жюри «Европа и Италия»
- 2001 — Анима Мунди, 9-й Международный фестиваль анимации в Бразилии, 2001, Премия за лучший короткометражный фильм «Европа и Италия».
- 2003 — муниципалитет Бергамо, золотая медаль за гражданское признание.
- 2006 — Кинофестиваль в Тренто, «Genziana alla carriera».
- 2007 — Italian Dvd Awards 2007, специальный приз автору за его решающий вклад в кино и анимацию в честь 50-летней необычайной карьеры.
- 2008 — премия Витторио Де Сика.
- 2013 — Международная премия «Гражданская поэзия город Верчелли- Бессонное око».
- 2014 — Турин — Премия Марии Адрианы Проло.
- 2016 — Lucca Comics & Games — премия за вклад в Комиксы и игры.